# Neblinichthys roraima
Neblinichthys roraima es una especie de peces de la familia Loricariidae en el orden de los Siluriformes.

## Morfología
• Los machos pueden llegar alcanzar los 5,1 cm de longitud total.

## Hábitat
Es un pez de agua dulce y de altitud alta.

## Distribución geográfica
Se encuentran en Sudamérica:  cuenca del río Kukenan (cuenca del río Caroní, Venezuela ).